# Thelcticopis biroi
Thelcticopis biroi is een spinnensoort in de taxonomische indeling van de jachtkrabspinnen (Sparassidae).
Het dier behoort tot het geslacht Thelcticopis. De wetenschappelijke naam van de soort werd voor het eerst geldig gepubliceerd in 1934 door Gábor von Kolosváry.